# Aizenreute
Aizenreute (westallgäuerisch: Oitsəritə) ist ein Gemeindeteil des Markts Scheidegg im bayerisch-schwäbischen Landkreis Lindau (Bodensee).

## Geographie
Die Einöde liegt circa ein Kilometer westlich des Hauptorts Scheidegg und zählt zur Region Westallgäu. Westlich des Orts befindet sich die Grenze zu Vorarlberg, nördlich die Rohrachschlucht.

## Ortsname
Der Ortsname setzt sich aus dem Personennamen Eizo bzw. Aizo sowie dem Grundwort -reute zusammen und bedeutet Rodesiedlung des Aize.

## Geschichte
Aizenreute wurde erstmals im Jahr 1621 mit Georgen Hölzlern zu Aizenreite urkundlich erwähnt. Es ist anzunehmen, dass der Ort deutlich älter ist, als Belege vermuten lassen. 1771 fand die Vereinödung in Aizenreute mit 13 Teilnehmern statt. Der Ort gehörte einst dem Gericht Kellhöfe in der Herrschaft Bregenz an.

## Baudenkmäler
Siehe: Liste der Baudenkmäler in Aizenreute